# Как в последний раз
«Как в последний раз» — восьмой EP российской панк-группы «Порнофильмы», с поочерёдно выпущенными песнями лейблом «Союз Мьюзик» 3, 14 и 31 октября 2016 году.

## Создание альбома
По словам Владимира Котлярова, вокалиста группы, название EP является метафорой того, что группа «Порнофильмы» каждый раз выступает как в последний.

Презентация первых выпущенных двух песен «Как в последний раз» и «Прости. Прощай. Привет» состоялась на концерте в петербургском клубе «Космонавт» 22 октября 2016 года в рамках тура «#Последний_тур?», который начался в Днепре 1 сентября и закончился 17 декабря в Краснодаре 2016 года. Слова Вокалиста о названии тура «#Последний_тур?»: 
«Всё, что мы делаем — мы делаем как в последний раз. Каждый раз перед выходом на сцену, я слышу, как кричат люди, которые нас ждут. И каждый раз я задаю себе вопрос — а что, если этот концерт — последний? Что если завтра меня вдруг не станет? Что если это — последняя возможность выйти на сцену вместе с моими лучшими друзьями, последний раз спеть мои любимые песни, последний раз увидеть у сцены людей, которые стали нам так дороги, людей которым стали дороги мы? Именно поэтому каждый раз мы играем наш последний концерт. Мы не знаем, сколько ещё просуществует наша группа — 20 лет или несколько дней. Мы знаем главное: последний концерт группы обязательно будет лучшим!»
В интервью интернет журналу muz-flame.ru Владимир Котляров так охарактеризовал посыл песни «Песенка-антиутопия о фашизме»:
Страна не имеет значения. Наша песня не о политике, а о любви. О переживаниях человека, который находится в такой системе ценностей. И мировоззрений. Создаётся лирический персонаж, который помещается в определённую среду для того, чтобы мы могли проследить его мысли, переживания, эмоции. Как поймёт эту песню человек — уже зависит от его образованности, мировоззрения.
Первая песня с макси-сингла под названием «Как в последний раз» рассказывает о взрослении, о том как люди в начале жизни стремятся поскорее стать взрослыми, понапрасну теряя свое беззаботное детство, но когда взрослеют, сами не замечают, что так и не научились жить. Вторая песня «Песенка-антиутопия о фашизме» показывает современное общество, то как много озлобленных людей нас окружает, является как продолжением истории взросления заложенной первой песней. Третья песня «Прости. Прощай. Привет» рассказывает о юности и романтических чувствах лирического героя.

## Отзывы
Яна Шарыкина журналист сайта Eatmusic.ru в своей рецензии на EP очень хвалит каждую песню «Все треки с нового макси-сингла — это живые эмоции на надрыве…»
«Как в последний раз». С самых первых нот, со вступления, она взрывает и не отпускает до самого конца, держа в себе глубокую мысль о том, как мы легко и не задумываясь хотим поскорее повзрослеть, а на самом-то деле так и не учимся быть взрослыми, адекватными людьми, ссоримся, сами же себе усложняем жизнь, воюем, предаем, губим жизни и мир вокруг себя… а того детства уже не вернуть… никогда.
…«Песенка-антиутопия о фашизме». Сильная, резкая, мощная, крайне современная и жизненная… Являясь, безусловно, социальным отражением современного мира, она словно выворачивает душу наизнанку. Но, несмотря на сложившуюся ситуацию в нашем обществе, эта песня придает нам веру и силу духа словами «фашизм победил всех, кроме нас».
Акустическая баллада «Прости. Прощай. Привет» являет собой золотую середину между двумя агрессивными и разрывающими сознание треками. Своей мелодичностью и легкостью она как бы переносит слушателя в самый романтичный период его жизни — юность.
Рецензент сайта RockWeek.Ru также положительно отзывается о каждой песне
Музыкальная композиция построена таким образом, что историю песни действительно проживаешь, что не всегда встретить в панк музыке.

## Список песен
| №                   | Название                       | Длительность |
| ------------------- | ------------------------------ | ------------ |
| 1.                  | «Как в последний раз»          | 5:39         |
| 2.                  | «Песенка-антиутопия о фашизме» | 4:55         |
| 3.                  | «Прости. Прощай. Привет»       | 5:09         |
| Общая длительность: | Общая длительность:            | 15:43        |

## Участники записи
- Владимир Котляров — вокал
- Вячеслав Селезнёв — гитара
- Александр Русаков — гитара
- Кирилл Муравьёв — барабаны
- Александр Агафонов — бас
- Роман Колесников — сведение и мастеринг